# Севруки
Севруки (біл. Сеўрукі) — село в Чонковській сільській раді Гомельського району Гомельської області Республіки Білорусь.

## Географія

### Розташування
За 2 км від Гомеля.

## Гідрографія
На північній околиці — затока річки Сож.

## Транспортна мережа
Автодорога Чонки — Гомель. Планування складається з прямолінійної, меридіональної (по обидва боки струмка) вулиці, забудованої переважно дерев'яними будинками садибного типу.

## Історія

### Велике князівство Литовське
За письмовими джерелами відоме з XVI століття як село в Речицькому повіті Мінського воєводства Великого князівства Литовського. У 1560 році значиться як хутір у Гомельському старостві. В інвентарі Гомельського староства 1640-х років позначено як село у володінні Гомельського боярина Л. Шаринди.

### Російська імперія
Після першого поділу Речі Посполитої (1772) у складі Російської імперії. У 1777 році у Гомельській волості Білицького повіту, у володінні дворян Устиновичів та Кільчевських. У 1785 році скарбниця купила у поміщиків село. Діяла пристань. В другій половині XIX століття за 3 км на схід від села, на шосе Санкт-Петербург — Одеса, було збудовано цегляну будівлю поштової станції (зараз пам'ятник цивільної архітектури). У 1909 році у Гомельській волості Гомельського повіту Могильовської губернії.

### СРСР

#### Радянізація
З 30 грудня 1927 року до 1988 року центр Севрукивської сільської ради Гомельського району Гомельського округу (до 26 липня 1930 року), з 20 лютого 1938 року Гомельської області. У 1929 році організований колгосп, працював вітряк.

#### Німецько-радянська війна
Під час німецько-радянської війни звільнено від німецької окупації 17 жовтня 1943 року. 66 мешканців загинули на фронті.

#### Повоєнні роки
У 1959 році у складі підсобного господарства  «Чонки» виробничого об'єднання «Кристал» (центр — село Чонки). Розташовані Будинок культури, бібліотека, амбулаторія, магазин.
До складу колишньої Севрукивської сільради (до 1963) входило нині не існуюче селище Хутор.

## Населення

### Чисельність
- 2009 — 529 мешканців